# ایست ارل (پنسیلوانیا)
ایست ایرل (به انگلیسی: East Earl) یک منطقهٔ مسکونی در ایالات متحده آمریکا است که در شهرستان لنکستر، پنسیلوانیا واقع شده‌است. ایست ایرل ۱٬۱۴۴ نفر جمعیت دارد.